# جائزة فرنسا الكبرى 2002
جائزة فرنسا الكبرى 2002 هو سباق فورمولا 1 أقيم بتاريخ 21 يوليو 2002 في حلبة نيفير مانيي كور، فرنسا. كان الحادي عشر من أصل 17 في بطولة العالم لسباقات الفورمولا واحد موسم 2002. حلّ الألماني مايكل شوماخر أولا بينما جاء الفنلندي كيمي رايكونن في المركز الثاني وحصل على المركز الثالث البريطاني ديفيد كولتهارد.